# LibreDWG
GNU LibreDWG — це вільні бібліотеки для обробки файлів DWG, написані на мові програмування C. Учасники проєкту прагнуть створити вільну заміну для OpenDWG бібліотек. DWG є рідним форматом файлів AutoCAD.
Поки що LibreDWG знаходиться на стадії розробки альфа, і бінарних релізів ще не було, але можна скачати код з офіційного сайту. Попри це, вони дозволяють читати велику частину DWG файлів. В наш час[коли?] підтримується лише  R13, R14 і R2000 версії DWG. Більш ранні версії формату підтримуватись не будуть. R2004 і R2007 знаходяться в розробці. 
Попри те, що бібліотеки LibreDWG знаходяться в розробці, уже ведеться робота з використання цих бібліотек в програмі LibreCAD, яка, до речі теж перебуває на стадії розробки.

## Історія
У 2008 році Фонд вільного програмного забезпечення (Free Software Foundation) заявив про необхідність заміни закритого формату DWG відкритим, розмістивши розділ «Заміна бібліотек OpenDWG» («Replacement for OpenDWG libraries») на десяте місце у своєму списку Найнеобхідніші Проєкти Вільного ПЗ (High Priority Free Software Projects). Наприкінці 2009 були створені бібліотеки GNU LibreDWG, які поширюються під ліцензією GNU GPLv3.
GNU LibreDWG засновані на LibDWG, написаних Феліпе Кастро (цей проєкт є неактивним з липня 2009 року).

## Виноски
1. ↑  https://git.savannah.gnu.org/cgit/libredwg.git/commit/?id=66201afa2e70bd31c22e6666e3e49be2d8bca031
2. ↑  FSF promotes need for open DWG packages. Архів оригіналу за 10 серпня 2007. Процитовано 21 червня 2011.